# Sterrhoptilus capitalis
Sterrhoptilus capitalis là một loài chim trong họ Zosteropidae.